# Juan Ruiz Luengo

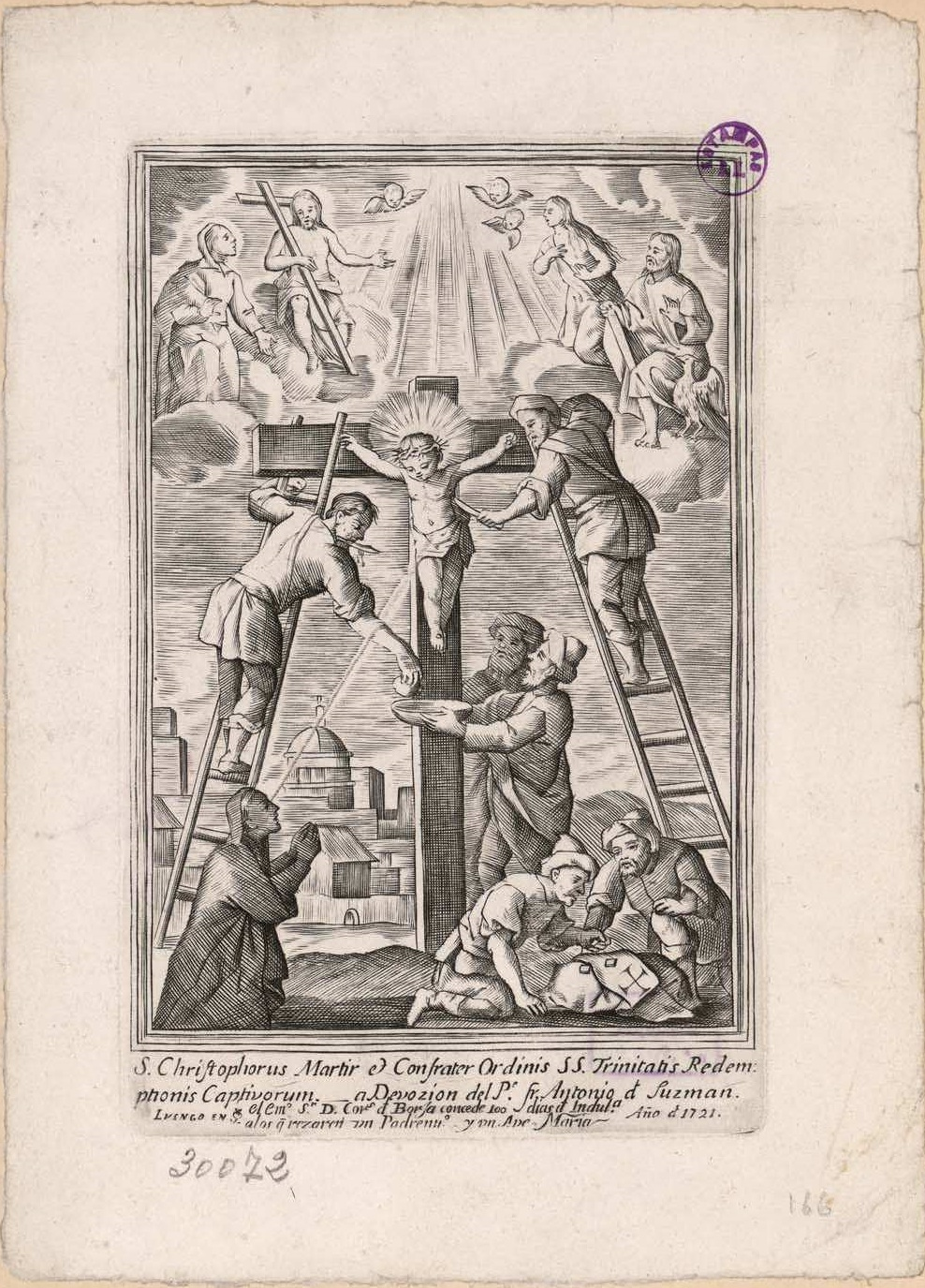
El Santo Niño de La Guardia, aguafuerte firmado «LUENGO EN [Granada] Año d 1721». Inscripción: «S. Christophorus Martir et Confrater Ordinis SS. Trinitatis Redem:/ ptionis Captivorum.- a Devozion del P.^{r} fr. Antonio d Guzman./ el Em^{o} S^{r} D. Car^{d}. Borja concede 100 días de indulg.^{a}/ a los que rezaren un Padrenu.^{o} y un Ave María». Es impresión en hoja suelta y con el añadido de las indulgencias de la estampa publicada con la Historia del inocente trinitario el Santo Niño de la Guardia, natural de la ciudad de Toledo de fray Antonio de Guzmán, de igual modo firmada. Biblioteca Nacional de España.

Juan Ruiz Luengo (Granada, 1683-en o después de 1758) fue un grabador calcográfico español activo en Granada entre 1700 y 1758. Firmaba con el nombre completo o con solo el segundo apellido y, a menudo, una pequeña granada.

Con una producción muy abundante, extendida a lo largo de la primera mitad del siglo xviii, Juan Ruiz Luengo es el más interesante grabador granadino de la centuria, con proyección fuera de la provincia. Produjo al aguafuerte tanto estampas sueltas de devoción como ilustraciones de libros atendiendo lo mismo a encargos de particulares que de las instituciones locales —cabildos municipal y catedralicio y colegio de abogados de la Real Chancillería— con una técnica, según Antonio Gallego, más propia del dibujante que del grabador. Así se advierte en la que será una de las características más peculiares de su estilo: la utilización de un fino punteado en el sombreado de las figuras con el que obtenía efectos de difuminado, pero poco apto para la reproducción múltiple, lo que obligaba a retallar las planchas rápidamente desgastadas.
Una Inmaculada fechada en 1700 es la primera obra conocida, a la que siguen casi un centenar de estampas en su mayor parte de devoción o destinadas a la ilustración de libros religiosos. No faltan en su abundante producción los escudos y los retratos, entre ellos los de beatas fallecidas con fama de santidad, como el de sor Francisca María de la Concepción, abadesa de las Capuchinas, que se publicó con La mujer fuerte: panegyrico fúnebre, [1716], y los de algunos prelados granadinos, como el del arzobispo Francisco de Perea publicado al frente de Oraciones fúnebres, declamadas en la... Iglesia... metropolitana de Granada,... en las... honras, que el... Cabildo de dicha... Iglesia ofreció á la memoria del... Señor Don Francisco de Perea, Granada, 1734, o el de Pedro de Castro y Quiñones con el Sacromonte al fondo, grabado hecho para el Mystico ramillete de Diego Nicolás de Heredia Barnuevo, 1741, una obra que recuperaba los viejos grabados de Francisco Heylan con la historia de los hallazgos de los libros plúmbeos. Un retrato ecuestre de Felipe V en el frente de batalla, publicado primero como ilustración del Compendio militar del coronel Tomás de Puga y Rojas, impreso en Quesada (Jaén) en 1707, y de nuevo en Crisol de la española lealtad: por la religión, por la ley, por el Rey y por la patria, del mismo Puga (Granada, 1708), fue retallado por José de Ahumada, posiblemente discípulo de Luengo, para su publicación en el opúsculo dedicado a describir las honras fúnebres por el Gran Delfín sufragadas por el cabildo municipal y celebradas con gran boato en la catedral granadina. El folleto, titulado Al Rey N. Señor y por su Real mano al Señor Luis Dezimoquarto el Grande, ofrece la Muy Nombrada, Muy Leal, y Muy Gran Ciudad de Granada, la Descripción de las Funerales demonstraciones, que celebró por el Serenissimo Señor Luis Vigessimo Delphin de Francia... (Granada, 1711), incluía también una lámina con el túmulo, grabada por Luengo, y pequeños grabados con los jeroglíficos que lo adornaban que, aunque anónimos, bien pudieran corresponderle. También es suya la estampa del túmulo para las exequias de Felipe V que ilustra el libro dedicado a dar noticia de las honras fúnebres celebradas en la catedral de Granada, publicado con el título de Fama póstuma, gloria inmortal y permanente vida de nuestro gran monarca el Sr. D. Phelipe V. el Animoso..., Granada, 1747. 
En cuanto a estampas sueltas de devoción se encuentran, junto a las advocaciones locales, como son las distintas versiones de la Virgen del Rosario venerada en el convento de Santa Cruz la Real de Granada, una de ellas, firmada en 1751, con la imagen de la Virgen en un rompimiento de gloria ante el papa Pío V, ángeles trompeteros y una representación de la batalla de Lepanto, los santos de reciente canonización, como la estampa de san Félix de Cantalicio, canonizado en 1712, y las que prometen indulgencias, como la estampa del Santo Niño de La Guardia, en impresión aparte de la ilustración incorporada al libro de fray Antonio de Guzmán, Historia del inocente trinitario el Santo Niño de la Guardia, natural de la ciudad de Toledo, Toledo, 1720.